# Abuso di potere
L'abuso di potere è una locuzione del linguaggio comune e giuridico che può far riferimento a diverse fattispecie tutte riconducibili all'abuso del diritto, ovverosia l'affievolimento o l'annullamento del diritto soggettivo quando questo venga esercitato oltre i limiti stabiliti dall'interesse per cui tale diritto sia stato sancito, non perseguendo più, di fatto, il suddetto interesse e quindi configurando un comportamento illecito.
La locuzione si può riferire nella terminologia giuridica,  in tema di rappresentanza, all'abuso del potere rappresentativo e nel linguaggio comune all'abuso d'ufficio con riferimento ad un pubblico ufficiale o genericamente agli abusi computi in diritto privato da chi abbia il diritto di amministrare un soggetto (famiglia, associazione, società, condominio) o un patrimonio, che possono ricadere nella fattispecie del suddetto abuso del potere rappresentativo o in altri abusi del diritto o reati.